# Центральні високотравні прерії
Центральні високотравні прерії (ідентифікатор WWF: NA0805) — неарктичний екорегіон помірних луків, саван і чагарників, розташований на Середньому Заході США.

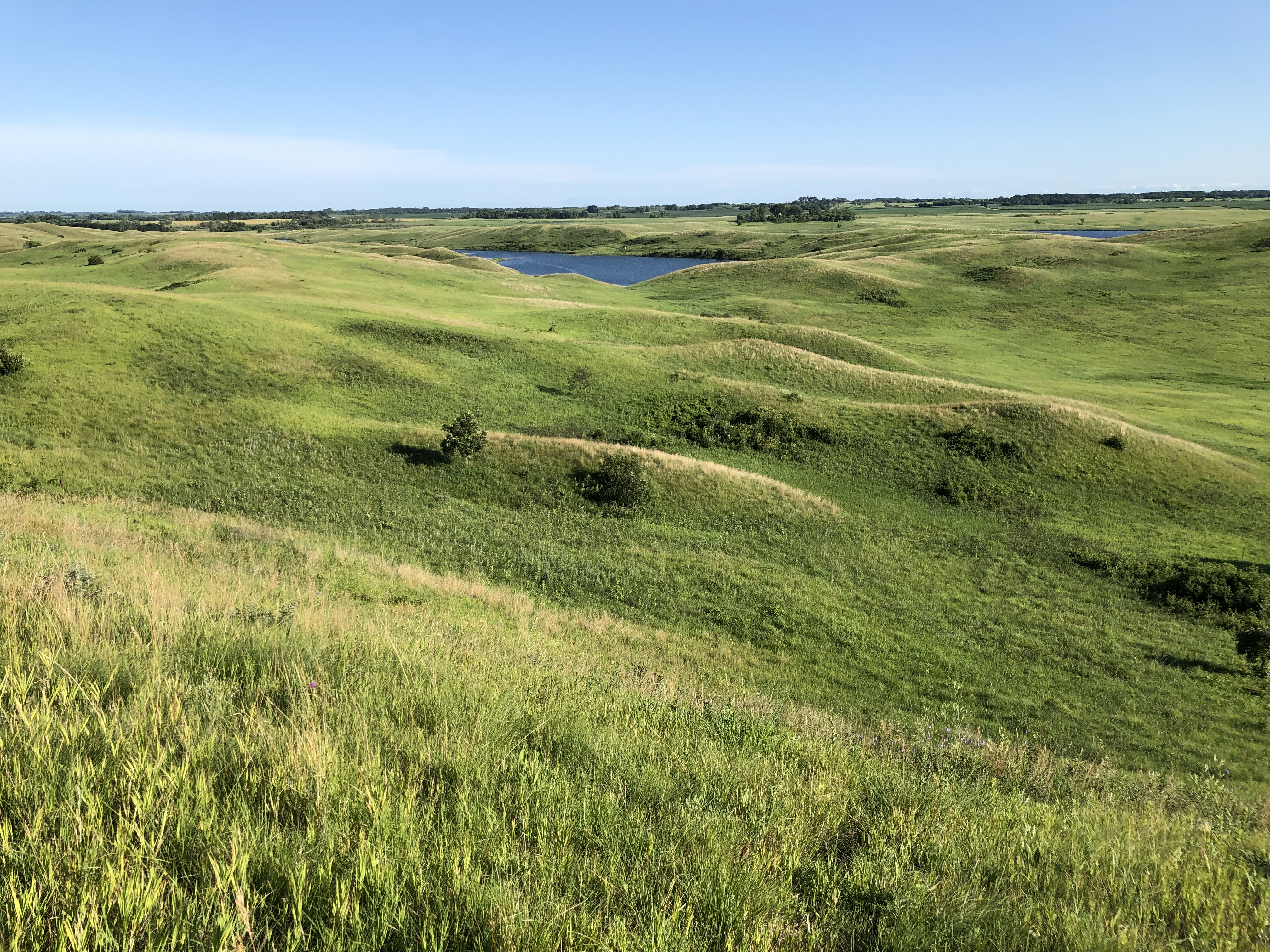
Прерія у Державний парк Льодовикових озер (Міннесота)

## Географія
Екорегіон центральних високотравних прерій розташований на заході Центральних рівнин, в центральній частині Середнього Заходу США. Він охоплює південь Міннесоти, більшу частину Айови, північний захід Канзасу, східні райони Небраски і Південної Дакоти та крайній південний схід Північної Дакоти. Рельєф регіону представлений дещо горбистими рівнинами, які перетинають Міссурі та інші річки, що належать до басейну Міссісіпі. Ґрунти регіону представлені родючими феоземами та чорноземами, які колись підтримували багаті природні ландшафти, а наразі — сільськогосподарські угіддя Кукурудзяного поясу.
На заході прерії регіону переходять у північні мішані прерії та у центральні і південні мішані прерії, на півдні — у високотравні прерії пагорбів Флінт-Гіллс та у перехідні лісостепи Центральних Сполучених Штатів, на сході — у перехідні лісосавани Верхнього Середнього Заходу США, а на півночі — у північні високотравні прерії.

## Клімат
В межах екорегіону переважає вологий континентальний клімат (Dfb або Dfa за класифікацією кліматів Кеппена). Регіон вирізняється найвологішим кліматом серед усіх екорегіонів Великих рівнин (у середньому опадів тут випадає понад 1000 мм на рік) та має найтриваліший вегетаційний період. Серед усіх прерієвих екорегіонів Великих рівнин лише тут кількість опадів дорівнює або перевищує потенційне випаровування. У поєднанні з тим, що екорегіон також вирізняється глибокими, родючими ґрунтами, ці фактори зробили центральні високотравні прерії найбільш придатним регіоном у Північній Америці для ведення сільського господарства.

## Флора
Рослинний покрив екорегіону раніше був представлений високотравними преріями, у яких домінували високі трави, які досягали переважно до 1 м заввишки, а на найбільш родючих ґрунтах — до 3 м заввишки. Серед найбільш поширених трав регіону слід відзначити високий бородачник (Andropogon gerardi), прутяне просо (Panicum virgatum) та пониклий сорговник (Sorghastrum nutans). На більш сухих ділянках або тонших ґрунтах у преріях раніше переважав мітлистий бородачник (Schizachyrium scoparium), різні види грами (Bouteloua spp.), спороболусів (Sporobolus spp.) та ковили (Stipa spp.). Окрім злаків, у високотравних преріях також зростало різнотрав'я, зокрема сивуваті крутики (Amorpha canescens) або свинцева трава, різні види золотушників (Solidago spp.), палаючих зірок (Liatris spp.) та прерієвої конюшини (Dalea spp.).  Високі злаки та польові квіти створювали один з найпривабливіших ландшафтів Північної Америки.
Загалом екорегіон вирізнявся найбагатшою флорою серед усіх лучних екорегіонів Північної Америки. Вище флористичне різноманіття спостерігалося лише у соснових саванах південного сходу США. Так, у високотравних преріях Айови зареєстровано 265 видів трав'янистих рослин, на одній кв. милі поблизу Лінкольна в штаті Небраска — 237 видів, а у долині Міссурі — 225 видів. Однак, оскільки прерії Великих рівнин досягли свого нинішнього розміру лише після завершення останнього льодовикового періоду, ці угруповання характеризуються дуже низьким ендемізмом флори та фауни. Низький ендемізм також характерний для суміжних лучних екорегіонів. 
Важливими факторами, які підтримували існування високотравних прерій, були пожежі та випас великих травоїдних тварин. Їх поєднання сприяло більшому біорізноманіттю, ніж будь-який окремий фактор. Пожежі, викликані ударами блискавок, раніше регулярно спалахували у преріях. Після розвитку культури індіанців Великих рівнин, пожежі, які навмисне розпалювалися людьми, також стали важливим фактором. Вони посилили вплив кліматичних змін на контроль режимів пожежі.

## Фауна
В межах екорегіону зустрічається 67 видів ссавців та близько 230 видів птахів. Серед поширених в екорегіоні ссавців слід відзначити білохвостого оленя (Odocoileus virginianus), койота (Canis latrans), звичайну лисицю (Vulpes vulpes), довгохвосту ласицю (Neogale frenata), смугастого скунса (Mephitis mephitis), східного плямистого скунса (Spilogale putorius), звичайного ракуна (Procyon lotor), американського борсука (Taxidea taxus), білохвостого зайця (Lepus townsendii), флоридського кролика (Sylvilagus floridanus) та прерієву мідицю (Sorex haydeni). На берегах річок та озер поширені канадські бобри (Castor canadensis), канадські видри (Lontra canadensis), річкові візони (Neogale vison) та болотяні ондатри (Ondatra zibethicus). 
У преріях регіону зустрічаються різноманітні гризуни, зокрема тринадцятисмугі ховрахи (Ictidomys tridecemlineatus), ховрахи Франкліна (Poliocitellus franklinii), ховрахи Річардсона (Urocitellus richardsonii), рівнинні гофери (Geomys bursarius), лучні полівки (Microtus pennsylvanicus), прерієві полівки (Microtus ochrogaster), рівнинні торбомиші (Perognathus flavescens), східні бурундуки (Tamias striatus) та лисячі вивірки (Sciurus niger).
Колись по високотравним преріям регіону блукали стада рівнинних бізонів (Bison bison bison) та манітобських вапіті (Cervus canadensis manitobensis), на яких полювали рівнинні вовки (Canis lupus nubilus), однак всі ці види були винищені в регіон, як і північноамериканські пуми (Puma concolor couguar), руді рисі (Lynx rufus) та барибали (Ursus americanus). За останні десятиліття бізонів почали реінтродуковувати в екорегіоні, однак їх невеликі популяції обмежені заповідниками.
Серед поширених в екорегіоні птахів слід відзначити лучного тетерука (Tympanuchus cupido), великого індика (Meleagris gallopavo), північну зенаїду (Zenaida macroura), американського боривітра (Falco sparverius), прерієвого канюка (Buteo swainsoni), американського луня (Circus hudsonius), рубіновогорлого колібрі (Archilochus colubris), батрамію (Bartramia longicauda), короткокрилого віреона (Vireo bellii), рогатого жайворонка (Eremophila alpestris), гоглу (Dolichonyx oryzivorus), потюка (Chondestes grammacus), прерієвого багновця (Ammodramus savannarum), рудокрилого багновця (Centronyx henslowii), східного тауї (Pipilo erythrophthalmus), польову вівсянку (Pooecetes gramineus), саванову вівсянку (Passerculus sandwichensis), золотого чижа (Carduelis tristis), східного шпаркоса (Sturnella magna), західного шпаркоса (Sturnella neglecta), червоного кардинала (Cardinalis cardinalis) та лускуна (Spiza americana). 

## Збереження
Природа регіону значно постраждала від діяльності людини, більше, ніж інші екорегіони високотравних прерій. Майже всі прерії були розорані та перетворені на ріллю, сінокоси та пасовища. Тут практично не залишилося значних ділянок незайманих природних ландшафтів. Залишки прерій у Айові та Міссурі обмежені 20 ділянками, площа кожної з яких становить менше 8 га. Захист залишків природних ландшафтів та перетворення орних земель назад у прерії є пріоритетним завданням для місцевих природоохоронців.
Близько 3,8 % площі екорегіону є заповідними територіями. Природоохоронні території включають: Національний природний заповідник імені Ніла Сміта та Лучний заповідник Брокен-Кеттл в Айові, а також Державний парк Льодовикових озер в Міннесоті.